# Leeuw van Chaironeia

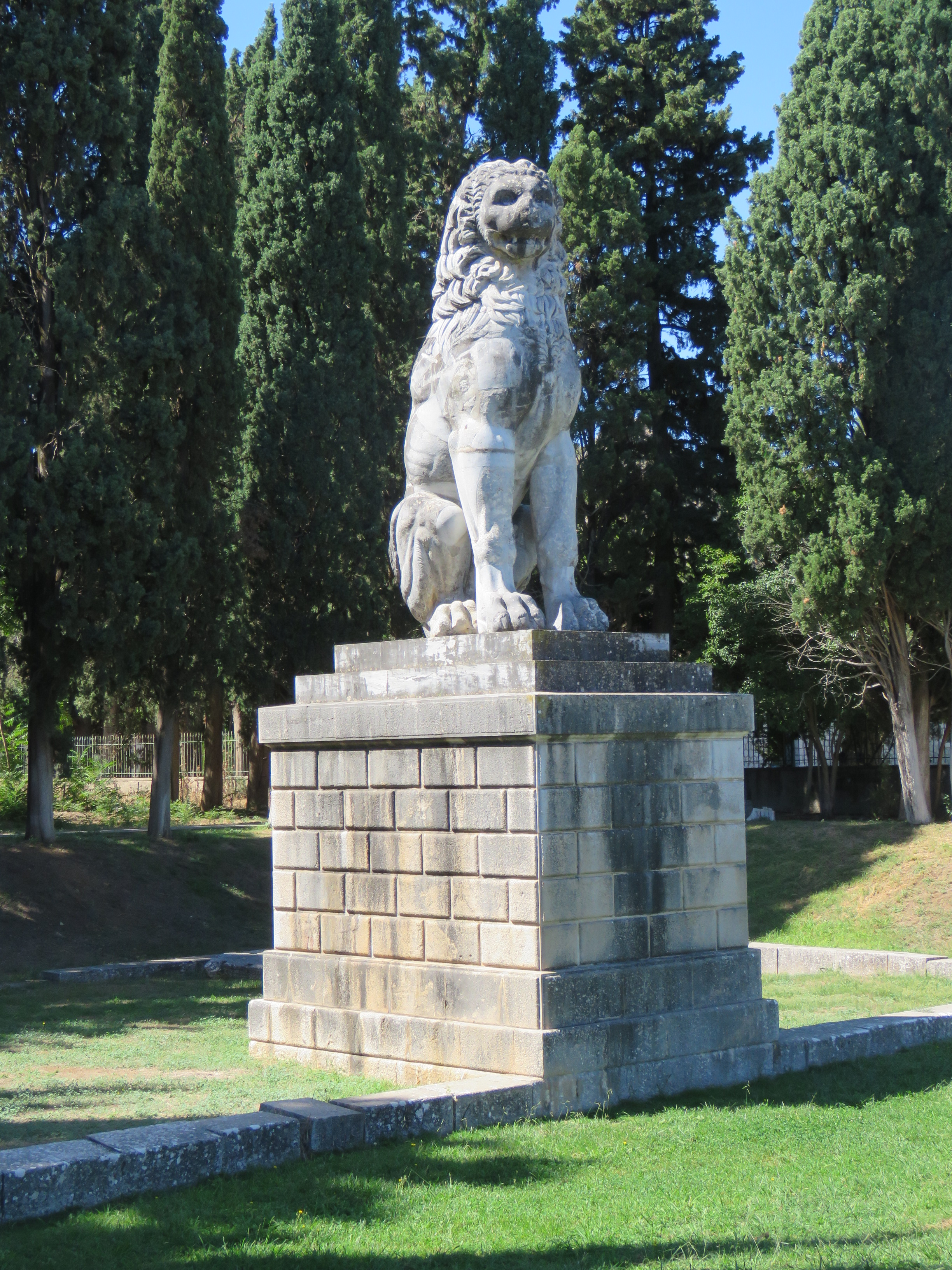
De gerestaureerde leeuw in 2022

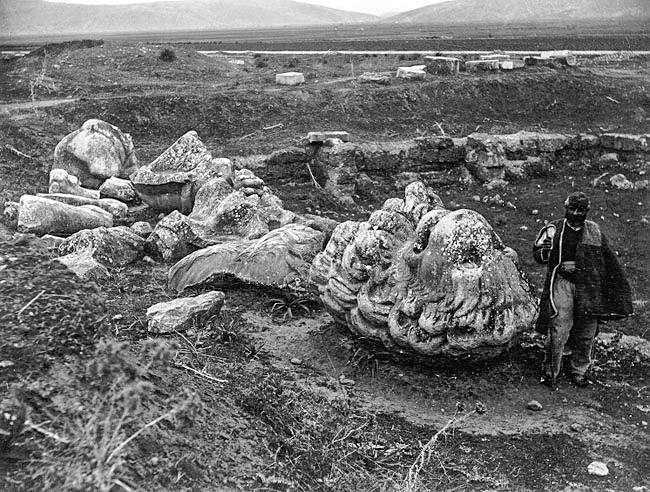
De fragmenten van de leeuw in de 19e eeuw

De Leeuw van Chaironeia (Grieks: το λιοντάρι της Χαιρώνειας / to liodári tis Chairōneias) is een gedenkteken bij de Griekse stad Chaironeia voor de Thebanen die er in 338 v.Chr. gesneuveld zijn in de veldslag tegen koning Filippos II van Macedonië. Het antieke monument werd in 1818 opgegraven en is in 1902 heropgericht.

## Beschrijving
De leeuw is een kolossale, holle sculptuur uit marmer. De antieke fragmenten zijn aangevuld met moderne. Het 3,8 m hoge dier draait zijn kop een graad of 40, wat dynamiek creëert. De sokkel is een moderne reconstructie. Oorspronkelijk had de sokkel een grondvlak van 3,65 x 4,30 m en was hij geïntegreerd in de 2,18 m hoge omheiningsmuur rond de site, die eind 19e eeuw verdween. Deze rechthoekige peribolos mat 22,55 x 13,45 m. Rond de site zijn in 1902 cipressen aangeplant.

## Geschiedenis
In zijn 2e-eeuwse Beschrijving van Griekenland (9:40) betreurde Pausanias hoe de Macedoniërs bij Chaironeia een einde hadden gemaakt aan het tijdperk van de Griekse steden. Hij vermeldde dat de Thebaanse doden waren begraven in een massagraf (Πολυάνδριον / polyandrion) en dat een leeuw was opgericht om hen te gedenken. De Macedoniërs gaven hun doden een tumulus in de vlakte van de rivier de Kefissos na een massacrematie. 
Vier Engelse architecten reisden in 1818 in Pausanias' voetsporen: John Sanders, William Purser, Edward Cresy en George Ledwell Taylor. Op 3 juni vonden ze een fragment van de leeuw. Met dichterlijke vrijheid schreef Taylor dat zijn paard erover struikelde. Ze realiseerden zich onmiddellijk waartoe de gevonden kop en poot hadden behoord, en schreven het monument verder toe aan een groep van driehonderd homoseksuele elitetroepen, de Heilige Schare van Thebe, wat niet bij Pausanias staat. De twee fragmenten lieten ze herbegraven, maar het zou hen niet lukken deze voor het British Museum te verwerven. Het volgende jaar passeerde de Fransman Louis Dupré. Hij tekende twee andere fragmenten, wat nieuwe opgravingen impliceert, al is niet bekend door wie.
Archeologisch onderzoek door Panos Stamatakis en Lazaros Fytalis in 1879-1880 bracht een massagraf met 254 skeletten aan het licht, neergelegd in zeven rijen, met in het midden crematieresten van minstens nog een 255e lijk. Dit leek de hypothese dat het om de Heilige Schare ging te bevestigen. De vraag of de leeuw al dan niet moest worden gerestaureerd, werd het voorwerp van een scherp debat. Buitenlanders vonden de gebroken toestand geschikt voor melancholische bespiegelingen over vergankelijkheid, terwijl de Grieken – met voorop kroonprins Constantijn – een restauratie wilden om hun erfgoed en identiteit in de verf te zetten. 
Toen voldoende fondsen waren verzameld, vooral afkomstig van de geheime homoseksuele Order of Chaeronea, kon de beeldhouwer Lazaros Sochos de anastylosis in 1902-1904 uitvoeren. Terwijl de archeoloog Georgios Sotiriadis de context onderzocht door bijkomende opgravingen in de omgeving, werd de leeuw gereconstrueerd met een stalen skelet en moderne onderdelen. De aanvullingen zijn niet eenvoudig te onderscheiden van de antieke fragmenten, die soms werden bijgehouwen. De leeuw werd een vrijheidssymbool. In 1930 werd een replica opgericht op het Pythagorasplein in Vathy op het eiland Samos.
Van de 254 skeletten zijn alleen de beenderen met gevechtstrauma bewaard. Liston, die ze in 2019 opnieuw onderzocht, schat dat het om 10 tot 18 individuen gaat. Hun gruwelijke wonden schrijft ze toe aan de zwaarden van de Macedonische ruiterij, die van bovenaf zou hebben ingehakt op de Heilige Schare, die te voet vocht.

## Datering
Vaak wordt de leeuw beschouwd als contemporain met de slag van 338 v.Chr. De oprichting zou dus kort nadien hebben plaatsgevonden met toestemming van de Macedonische overwinnaars, die aan de overkant van de Kefissos voor hun eigen doden een reusachtige grafheuvel maakten. Anderen denken daarentegen dat de leeuw jonger is. De Thebanen zouden niet genoeg tijd hebben gehad voor het project, aangezien Alexander de Grote hun stad in 335 v.Chr. met de grond gelijk maakte. Ten vroegste zou het monument zijn opgericht rond 316 v.Chr., toen Kassandros Thebe herstichtte. Een alternatieve mogelijkheid is rond 285 v.Chr. bij de herintegratie van Thebe in de Boiotische Bond.

## Voetnoten
1. ↑  Deze quasi-masonische organisatie wijdde een cultus aan de Heilige Schare zoals beschreven door Ploutarchos. Zie: Louis Crompton, Homosexuality and Civilization, 2003, p. 74. Gearchiveerd op 9 september 2023.